# Clarisse Moh
Clarisse Moh (née le 6 décembre 1986 à Paris) est une athlète française, spécialiste du 800 mètres.

## Biographie
Elle remporte sur 800 mètres les Championnats de France 2011 et 2013. Elle termine troisième de cette même compétition en 2010, 2012, 2014 et 2015.
Aux Jeux méditerranéens de 2013, à Mersin, elle s'adjuge la médaille de bronze du relais 4 × 400 m.
En mai 2014, lors des relais mondiaux de l'IAAF, à Nassau, Clarisse Moh établit un nouveau Record de France du relais 4 × 800 mètres en 8 min 17 s 54, en compagnie de Justine Fedronic, Lisa Blamèble et Rénelle Lamote.

## Palmarès
| Date | Compétition                       | Lieu      | Résultat | Épreuve       | Performance    |
| ---- | --------------------------------- | --------- | -------- | ------------- | -------------- |
| 2011 | Championnats d'Europe par équipes | Stockholm | 8e       | 800 m         | 2 min 03 s 38  |
| 2013 | Jeux méditerranéens               | Mersin    | 3e       | 4 × 400 m     | 3 min 35 s 20  |
| 2013 | Jeux de la Francophonie           | Nice      | 3e       | 4 x 400 m     | 3 min 35 s 20  |
| 2013 | DécaNation                        | Valence   | 2e       | 800 m         | 2 min 04 s 82  |
| 2014 | Relais mondiaux de l'IAAF         | Nassau    | 5e       | 4 × 800 m     | 8 min 17 s 54  |
| 2015 | Relais mondiaux de l'IAAF         | Nassau    | 6e       | Relais medley | 11 min 06 s 33 |
| 2016 | DécaNation                        | Marseille | 4e       | 800 m         | 2 min 04 s 52  |
| 2016 | DécaNation                        | Marseille | 4e       | 4 × 400 m     | 3 min 33 s 48  |
| 2017 | Championnats d'Europe par équipes | Lille     | 10e      | 800 m         | 2 min 05 s 82  |
| 2017 | Jeux de la Francophonie           | Abidjan   | 4e       | 800 m         | 2 min 03 s 08  |

## Records
| Épreuve | Performance  | Lieu          | Date           |
| ------- | ------------ | ------------- | -------------- |
| 800 m   | 2 min 1 s 43 | Oordegem-Lede | 6 juillet 2013 |